# August II av Braunschweig-Wolfenbüttel
August den yngre, född 10 april 1579 i Dannenberg, död 17 september 1666 i Wolfenbüttel, var nominell hertig av Braunschweig-Lüneburg och furste av Braunschweig-Wolfenbüttel, där han regerade från 1635 till sin död. Han räknas som en av de lärdaste furstarna på sin tid.
På grund av sitt stora intresse för handskrifter och böcker utvecklade han en intensiv samlingsverksamhet och skapade därigenom i Wolfenbüttel det för sin tid största biblioteket i Europa, Herzog August Bibliothek.
August var gift tre gånger; den tredje hustrun, Sophie Elisabeth av Mecklenburg (1613-1676), var dotterdotter till Gustav Vasas dotter Elisabet. Deras son Ferdinand Albrekt I av Braunschweig-Wolfenbüttel-Bevern (1636-1687) blev i sin tur far till bl.a. Ferdinand Albrekt II av Braunschweig-Wolfenbüttel.